# Ганнібал (син Гасдрубала)
Ганнібал, Ганнібал Давній (фінік. 𐤇𐤍𐤁𐤏𐤋) — державний і військовий діяч Карфагенської держави першої половини V ст. до н. е..

## Життєпис
Походив з династії Магонідів. Старший син Гасдрубала, рабімаханата карфагенського війська. Після загибелі батька 510 року до н. е. став помічником свого стрийка Гамількара. 480 року до н. е. Після загибелі останнього стає суфетом разом зі стриєчним братом Ганноном.
Разом з рідними братами Гасдрубалом і Сафоном активно діяв з підкорення лівійських, нумідійських та мавретанських племен. Під час великої мандрівки Ганнона уздовж африканського узбережжя фактично був одноосібним правителем Карфагену. Долучав до державних справ стриєчних братів Гімількона і Гісгона.
Помер до 460 року до н. е. Владу перебрав брат Гасдрубал.